# Rózsa Erzsébet
Rózsa Erzsébet (Nádudvar, 1945. december 19.) filozófiatörténész, Hegel és a német idealizmus kutatója. 2010-től a bioetika kutatócsoport vezetője a Debreceni Egyetemen. 2016 óta az egyetem professzor emeritusa.

## Szakmai életrajz

### Tanulmányai
1952–1960: Nádudvari Általános Iskola, 1960–1964: Hőgyes Endre Gimnázium, Hajdúszoboszló. 1965–1970: a KLTE történelem, illetve magyar irodalom és nyelv szakjait végezte el. 1970-től két évig tudományos továbbképzési ösztöndíjas filozófiából, Bimbó Mihály professzor mellett. 1972-től a KLTE, majd a Debreceni Egyetem Filozófiai Intézet oktatójaként filozófiatörténetet, később alkalmazott filozófiát (bioetikát) tanít emeritálásáig. 1972: univ. dr. Téma: Az érdek marxi elmélete. 1984: MTA kandidátusi fokozat Hegel gazdaságfilozófiájáról. 1995: habilitáció a KLTE-n. 2000: az MTA doktora. Téma: Versöhnung und Affirmation. Untersuchungen zu Hegels Berliner Zeit.

### Főbb kutatási területei
- Hegel és a német idealizmus
- Gyakorlati filozófia
- Lukács György és a Budapesti Iskola filozófiája
- Európai kultúra, európai identitás
- Kortárs alkalmazott etika, bioetika

### Beosztásai
- 1989-1992: a KLTE Társadalomtudományi Intézete igazgatóhelyettese
- 1996-2010: tanszékvezető egyetemi tanár
- 2005-2006: a Vulgo akadémiai kutatócsoport vezetője (Vulgo kutatócsoport)
- 2005-2013: a Modern filozófiai doktori program vezetője
- 2009-2013: a Humán Tudományok Doktori Iskola vezetője
- 2010-: a Debreceni Egyetem Kutató- és Elitegyetem Bioetika kutatócsoportjának vezetője
- 2016-: a Debreceni Egyetem professzor emeritusa

### Vendégprofesszori meghívások
- 1997-től több alkalommal a Münsteri Egyetemen, a Gustaw Siewerth Akadémián, a Lüneburgi egyetemen, az Európai Akadémián (Bonn/Ahrweiler)
- 2007-2015 között Paul Cobben holland professzorral nyári nemzetközi Hegel-szemináriumot tart a HU-n Berlinben, valamint Tilburgban és Amszterdamban
- 2007-2015 között az egri Eszterházy Károly Főiskola vendégtanára
- 2012-2016: vendégkutató a Westfälische Wilhems Universität der Kollegforschergruppe "Theoretische Grundfragen der Normenbegründung in Medizinethik und Biopolitik" nemzetközi interdiszciplináris kutatócsoportjában

### Hazai és nemzetközi szakmai grémiumokban tagság, tisztség
- 1990-2011: az MTA Filozófiai Bizottságának választott tagja
- 1991- a Magyar Filozófiai Szemle szerkesztő bizottságának tagja
- 1994-2016: az Internationale Hegel-Gesellschaft vezetőségi tagja
- 1998-2007: a MAB Filozófiai Bizottság tagja
- 2004-2007: az MTA választott közgyűlési képviselője
- 1993-2013: a KLTE, majd a DE BTK Tudományos Tanácsának tagja
- 2002-2017: a DAB Filozófiai Munkabizottság elnöke, 2008-2017: a Bölcseleti, Művészeti és Ókortudományi Szakbizottságának alelnöke
- 2007-től a Fink Verlag (München) Hegel-Forum könyvsorozata tudományos tanácsának tagja. Sorozatszerkesztők: A. Gethmann-Siefert, M. Quante, E. Weisser-Lohmann
- 2009-től a Brill (Leiden-Boston) Critical Studies in German Idealism sorozatának tudományos tanácsadója. Sorozatszerkesztő: Paul Cobben
- 2010-2014: a Debreceni Egyetem rektor tanácsadóadó testületének, az Egyetemi Promóciós Bizottságnak tagja
- 1994- a MFT tagja

### Fontosabb tudományszervezői aktivitások
- 1997: az Internationale Hegel-Gesellschaft Kongresszusa Debrecenben
- 2005: szimpózium Hegel művészetfilozófiájáról a DAB-ban
- 2006: nemzetközi Hegel-konferencia Debrecenben
- 2009: német-magyar technikafilozófiai konferencia Debrecenben
- 2009: rendezvény Heller Ágnes tiszteletére Berlinben
- 2010: alkalmazott etikai konferencia Debrecenben
- 2011: Meditor alkalmazott etikai folyóirat indítása Debrecenben
- 2011: német-magyar bioetika konferencia Debrecenben
- 2011: nemzetközi konferencia Hegel művészetfilozófiájáról, Nápolyban (társszervező)
- 2012: nemzetközi centenáriumi konferencia a DE BTK fennállásának 100. évfordulója alkalmából

### Kutatási ösztöndíjak
- 1991: TEMPUS-ösztöndíj Münster
- 1992: TEMPUS-ösztöndíj Bochum, Hegel-Archivum
- 1993: Kopernikusz-ösztöndíj (COST), Bochum Hegel-Archívum
- 1994: DAAD-ösztöndíj, Humboldt Egyetem Berlin
- 1996: Magyar Ház, Berlin, Heinrich-Böll ösztöndíj
- 1997: RSS-ösztöndíj, Soros Alapítvány Prága
- 1998: a Heinrich Hertz-Stiftung ösztöndíja, a münsteri egyetem meghívására
- 2002: a F. Thyssen-Stiftung ösztöndíja, a Lüneburgi Egyetem Kultúrtudományi Intézetében
- 2003: az Europäische Akademie (Bad Neuenahr-Ahrweiler) vendégkutatója
- 2006: a F. Thyssen-Stiftung ösztöndíja, Lüneburg
- 2011-2016: vendégkutató a Westfälische Wilhems Universität Kollegforschergruppe "Theoretische Grundfragen der Normenbegründung in Medizinethik und Biopolitik" nemzetközi interdiszciplináris kutatócsoportjában

### Fontosabb előadások nemzetközi rendezvényeken
- Berlin Freie Universität 1988. április: Internationale Hegel-Gesellschaft (IHG) kongresszusa
- Bécs 1989: az AIPPh európai kongresszusa, a korszerű filozófia oktatás kérdéseiről
- Bécsi Egyetem, 1990: a Filozófiai Intézet szervezésében nemzetközi konferencia a nők helyzetéről a kelet-európai országokban. Meghívó: H. Nagl-Docekal
- Wroclaw 1990: az IHG kongresszusa
- Nürnberg 1992: az IHG kongresszusa
- Zürich 1992: a Feuerbach-Gesellschaft kongresszusa
- Othertal 1993: az Österreichische Gesellschaft für Ost-West-Dialog kongresszusa
- Münster 1993: nemzetközi konferencia a föderalizmus kérdéseiről az újraegyesülő Európában
- Tübingen 1994: az 1993-as münsteri kongresszus témájának folytatása
- Stams/Tirol 1996: Európai Pedagógiai Symposion
- San Sebastian 1996: az IHG kongresszusa
- Utrecht 1998: az IHG kongresszusa
- Leuven 1999: a belga és a holland Német Idealizmus Kutatócsoport konferenciája
- Hagen 1999: nemzetközi konferencia Hegel 1998-ban megjelent esztétikai előadásairól
- Gustaw-Siewert-Akademie, Bierbronnen 2000: vallásfilozófiai konferencia
- Berlin 2000: az Internationale Kant-Gesellschaft kongresszusa
- Zágráb 2000: az IHG kongresszusa
- Bonn 2001: Európa-konferencia
- Hagen 2001: Esztétika-konferencia
- Jéna 2002: IHG kongresszusa
- Jéna, 2002: Collegium Europaeum Jenensi, nemzetközi konferencia a filozófia helyzetéről a kelet-közép- és kelet-európai országokban
- Hagen, 2002: konferencia a hegeli művészetfilozófiáról
- Jena, 2003: Collegium Europaeum Jenensis, a Patocka-Lektüre keretében
- Toulouse 2004: IHG kongresszusa
- Poznań 2006: az IHG kongresszusa
- Jéna 2006: ,„Zweihundert Jahre Phänomenologie des Geistes“ nemzetközi konferencia
- Nápoly 2007: nemzetközi konferencia Hegel vallásfilozófiájáról
- Tilburg 2007: nemzetközi konferencia Hegel művelődés-elméletéről
- Berlin 2007: a Deutsch-Ungarische Gesellschaft éves közgyűlésén a Magyar Nagykövetségen: Hegel politikai filozófiájának aktualitásáról
- Berlin 2007: Collegium Hungaricum: A fordítás mint kulturális fenomén
- Leuven, 2008: az IHG kongresszusa
- Tokió, 2009. március: a Japanische Hegel-Gesellschaft nemzetközi konferenciája
- Berlin, 2009. június: Magyar Nagykövetség: rendezvény Heller Ágnes tiszteletére. Szervező: Rózsa Erzsébet. Előadók: Volker Gerhardt, Michel Quante, Rózsa Erzsébet
- Hagen, 2010. július 1-3. művészetfilozófiai konferencia
- Szarajevó, 2010. szeptember: az IHG kongresszusa
- Münster, 2011. január 29: Kolleg-Forschergruppe/WWU: A Debreceni Egyetem bioetika kutatócsoportjának bemutatása
- Münster, 2011. február 1: Kolleg-Forschergruppe/WWU: Bioetika Németországban- magyar szemszögből
- Nápoly, 2011. november 24: Nemzetközi konferencia Hegel művészetfilozófiájáról
- Münster, 2011. március: workshop a szeretetről mint filozófiai témáról
- Lipcse, 2012. július: a Száz Tudományos Akadémia, a lipcsei egyetem és a bázeli egyetem interdiszciplináris nemzetközi konferenciája, vitaindító előadás a megbékélés hegeli felfogásáról
- Tilburg, 2012. október: plenáris előadás a hegeli elismerés-elméletről tartott nemzetközi konferencián
- Isztambul, 2012. szeptember: plenáris előadás az Internationale Hegel-Gesellschaft kongresszusán
- Róma, 2013. december: plenáris előadás az "Ende der Kunst" nemzetközi konferencián
- Bochum, 2016: az IHG kongresszusa
- Münster, 2014. szeptember: plenáris előadás, Deutsche Gesellschaft für Philosophie
- Münster, 2014: Kollegforschergruppe (KFG), a szubjektív szabadság hegeli elméletének kortárs európai vonatkozásairól
- Münster, 2016: KFG, a magyar bioetika történetéről és helyzetéről
- Münster, 2018: KFG, a Paternalizmus és autonómia. Az orvos-beteg kapcsolat etikai kérdései a modern medicinában című monográfiámról
- Róma, 2018. szeptember 27: plenáris előadás, Word WoMen Hegelian Congress
- Berlin Humboldt Egyetem, 2020. augusztus: online előadás Hegel születésének 250. évfordulóján tartott rendezvényen
- Róma Roma Tre egyetem, 2020. augusztus: online előadás Hegel születésének 250. évfordulóján tartott rendezvényen
- Santiago de Chile 2021, online vendégelőadás Hegel Antigoné-felfogásáról
- Varsó 2021, az Internationale Hegel-Gesellschaft kongresszusám online előadás Hegel szabadság-elméletéről

### Fontosabb előadások külföldi egyetemeken
- Münster WWU, Politikatudományi Intézet: 1991, 1992, 1993, 1997, Karl Hahn és Peter Nitzschke meghívására
- Bochum, Hegel-Archivum 1992, Otto Pöggeler doktori kollokviumán
- Jéna 1994, Christoph Jamme doktori kollokviumán
- Halle 1994, Manfred Riedel doktori kollokviumán
- Freie Universität Berlin, 1994, Andreas Arndt meghívására
- Berlini Magyar Ház 1996, Dalos György igazgató meghívására
- Münster 1997, Filozófiai Intézete, Német Idealizmus Tanszéke, Ludwig Siep javaslatára vendégprofesszori meghívás
- Nijmegen 1997, L. Heyde meghívására
- Vechta 1997, Peter Nitzschke meghívására
- Hagen 1998, Annemarie Gethmann-Siefert meghívására, két alkalommal, két különbözô témából
- Wroclaw 1999, K. Bal meghívására
- Zágráb 1999, D. Rodin és G. Gretic meghívására
- Kolozsvár 1999, Egyed Péter meghívására
- Gustaw-Siewerth.Akademie 1999, Alma von Stockhausen meghívására
- Münster Philosophischer Zirkel, 2000 február, Marcus Willaschek meghívására
- Humboldt Universität Berlin, Philosophischer Zirkel, 2002. október, Volker Gerhardt meghívására
- Lüneburgi Egyetem, Kultúrtudományi Intézet, 2003. január, Christoph Jamme meghívására,
- Jénai Friedrich Schiller Egyetem, 2003. május, Klaus M. Kodalle és Gottfried Gabriel meghívására
- Hagen, FernUniversität, 2003. május, Annemarie Gethmann-Siefert meghívására
- Düsseldorf, Heinrich Heine Egyetem, 2003. július, Dieter Birnbacher meghívására
- Lüneburg 2004, Sommerakademie
- Róma, 2010. november: vendégelőadás a Roma Tree-n, Roberto Finelli és Francesca Iannelli meghívására

### Tudományos publikációk
- Összesen 251 (2018. október), ebből könyv: 24. Hivatkozások száma kb. 300, többségében nemzetközi.

#### Szakkönyv, monográfia

##### Külföldön idegen nyelven
- Vermittlung und Versöhnung. Zur Aktualität von Hegels Denken für ein zusammenwachsendes Europa. Mit einem Geleitwort von Hans Lenk. Ed. M. Quante &. Erzsébet Rózsa. Lit Verlag, Münster, 2001, 192 l.
- Versöhnung und System. Zu Grundmotiven von Hegels praktischer Philosophie. Monográfia. In: Sophia-Reihe. Ed. Chr. Jamme. Wilhelm Fink Verlag München, 2005, 656 l.
- Hegels Konzeption praktischer Individualität. Vor der „Phänomenologie des Geistes“ zum enzyklopädischen System. Monográfia. Ed. K. Engelhard/M. Quante. Mentis, Paderborn 2007, 258 l.
- Modern Individuality in Hegel's Practical Philosophy. Monográfia. Fordította Nyirkos Tamás. Brill Publisher, Boston/Leiden 2012, 305 l.
- Anthropologie und Lebenswelt. Ed. M. Quante/E. Rózsa. Wilhelm Fink, München 2012.
- Hegels Ästhetik als Theorie der Moderne. Ed. H. Nagl-Docekal/ E. Rózsa et al. Berlin, Akademie Verlag 2015.
- Geist heute. Annäherungen zu Traditionen deutscher Philosophie. Ed. E. Rózsa et al. Wilhelm Fink Verlag bei Brill Publicher 2018.

##### Magyarországon magyarul (válogatás)
- Szöveggyűjtemény a hegeli Jogfilozófia tanulmányozásához. Válogatta, fordította és szerkesztette N. Rózsa Erzsébet és Nyizsnyánszki Ferenc. In: A filozófia időszerű kérdései. Budapest 1985, 91 l.
- Hegel gazdaságfilozófiája. Monográfia. Akadémiai Kiadó Budapest 1993, 270 l.
- Heller Ágnes, a fronézis filozófusa. Monográfia. Osiris-Gond, Budapest 1997, 299 l.
- Az aktuális Hegel. Tanulmánykötet a münsteri Wilhelmsuniversität és a Debreceni Egyetem együttműködésében. Szerkesztette, előszóval ellátta: Rózsa Erzsébet és Michael Quante. Kossuth Egyetemi Kiadó, Debreceni Egyetem, Debrecen 2003, 192 l.
- A modern világ prózája. Hegel-tanulmányok. Szerkesztette: Balogh Brigitta. Kossuth Egyetemi Kiadó, Debrecen, 2009, 226 l.
- „Sem fájdalom, sem keserűség”. Beszélgetések Heller Ágnessel. Jelenkor Kiadó, Pécs, 2009, 215 l.
- A modern individualitás Hegel gyakorlati filozófiájában. DUPress, Debrecen, 2012.
- A személy bioetikai kontextusa. Ed. Kőműves Sándor, Rózsa Erzsébet. DUPress, Debrecen, 2013 (Meditor bioetikai sorozat)
- Az autonómia és határai. Kortárs német és magyar bioetikai írások. Ed. Annette Dufner, Kőműves Sándor, Rózsa Erzsébet; DUPress, 2016 (Meditor bioetikai sorozat)
- Autonómia és paternalizmus. Az orvos-beteg kapcsolat etikai kérdései a modern medicinában. Monográfia. DUPress, Debrecen 2017. 412 l.

### Elismerések
- 1975 Miniszteri Dicséret
- 1996-ban a Pro Renovanda Cultura Hungarie Alapítvány támogatása a Heller-monográfiára 1997-től OTKA-támogatás 4 évre
- 1998-tól Széchenyi Professzori Ösztöndíj
- 1998: a Debreceni Önkormányzat Támogatási Alapjából, a Heller Ágnes-monográfiához
- 2002-től OTKA-támogatás 4 évre (Bevezetés a hegeli filozófiába)
- 2005: Nádudvar város díszpolgára
- 2006: K+F támogatás az Európai szellem és totalitarizmus című projekt keretében
- 2007- a Deutsch-Ungarische Gesellschaft/Berlin alelnöke
- 2013: a Debreceni Egyetem Publikációs Díja

## Filozófiai munkásság (tartalmi összefoglaló)

### Hegel gyakorlati filozófiája
Hegel gyakorlati filozófiájának reneszánsza az 1970-as években kezdődött, elsősorban Manfred Riedel munkájának (Rehabilitierung der praktischen Philosophie, 1972) hatására. Riedel törekvéseinek középpontjában Hegel A jogfilozófia alapvonalai című műve (1820) állt, amit Riedel akkoriban közzétett művei is mutatnak (vö. uő.: Studien zu Hegels Rechtsphilosophie 1969, Materialien zu Hegels Rechtsphilosophie 1975). Karl-Heinz Ilting szintén ekkoriban (1973) tette közé Hegel 1818 és 1831 között tartott jogfilozófiai előadásainak hallgatói feljegyzésekben fennmaradt szövegváltozatait. E rehabilitálási törekvések iránt azonban az egykori "keleti blokk" filozófusai nem sok érdeklődést mutattak.

#### Hegel gazdaságfilozófiája
Rózsa Erzsébet 1975-ben kezdett el foglalkozni Hegel gazdaságfilozófiájával. Erről készült kandidátusi értekezése (védés:1984) egyebek mellett interdiszciplináris jellege okán szakmai nóvumnak számított. Értelmezése eltávolodott az uralkodó hivatalos Hegel-képtől, amely Marx munkásságának (deficitekkel terhelt) forrásává degradálta a német filozófus szuverén életművét. Rózsa Hegel gazdaságtanát elmélettörténeti (gazdaságtan-történeti) és filozófiai (történetfilozófiai és antropológiai) nézőpontok metszéspontján, szövegelemző és összehasonlító (pl. Hegel és a brit közgazdaságtan illetve Hegel és Marx nézeteinek összevetése) módszerrel vizsgálta. Vizsgálódásának középpontjában az 1820-as Jogfilozófia állt. Kimutatta, hogy Hegel ebben a művében önálló és szisztematikus gazdaságelméletet alkotott, filozófiai interpretációs keretben. Ez a gazdaságelmélet mint diszciplina gazdaságfilozófiaként határozható meg. Kifejtette és alátámasztotta, hogy a Jogfilozófia minden nagy fejezete egyben Hegel szisztematikus gazdaságelméletének alkotóeleme. Ennek az interpretációnak a kortárs német értelmezésekhez képest is elméleti hozadéka volt, hogy Rózsa bebizonyította: Hegel gazdaságelmélete nem korlátozható a polgári társadalom-fejezetre, hanem az egész műre kiterjed. Ez az értelmezés lényeges koncepcionális következményekkel járt a modern gazdaság szaktudományos (ökonómiai) és filozófiai interpretációinak eltéréseiben, amit Hegel megfontolásai nyomán kifejtett.
Az 1990-es évek végétől a gazdaságetika fellendülése következtében többek között Németországban, Olaszországban, Dél-Amerikában elkezdtek érdeklődni Rózsa Erzsébet Hegel gazdaságfilozófiájáról alkotott értelmezése iránt. Ez az érdeklődés időben egybeesett az amerikai neopragmatizmusban indult Hegel-reneszánsz kezdeteivel, amelyben Rózsa újabb megerősítést talált Hegel-kutatásai folytatására. E Hegel-reneszánsz egyik nagy hozadéka, hogy végleg irrelevánssá vált K. Popper alaptalan Hegel-értelmezése, amely többek között a magyar filozófusok Hegelhez való viszonyát évtizedeken át befolyásolta.
Irodalom (válogatás)
Hegel gazdaságfilozófiája. Monográfia. Akadémiai Kiadó, Budapest 1993;
Das Prinzip der Besonderheit in Hegels Wirtschaftsphilosophie. In: E. Rózsa: Hegels Konzeption praktischer Individualität von der Phänomenologie des Geistes zum enzyklopädischen System. Hrsg. v. K. Engelhard/M. Quante. Mentis Verlag, Paderborn 2007, 182-213;
Hegels Wirtschaftsphilosophie in seiner Rechtsphilosophie von 1820. In: Wirtliche Ökonomie. Philosophische und dichterische Quellen. Zweiter Teilband. Hrsg. v. I. De Gennaro/S. Kazmierski/R. Simon. Verlag T. Bautz Norhausen 2017, 283-317.

#### Hegel megbékélés-elmélete
Rózsa akadémiai doktori értekezésének témája a sokat és sokféle oldalról támadott megbékélés és affirmáció filozófiai kérdésköre volt. (Védés: 2000.) A megbékélés és a rendszer összefüggéseit a gyakorlati filozófia horizontján egy további munkájában, a németül írt monográfiájában (2005) dolgozta ki. A megbékélés tematizálása, a gazdaságfilozófiai vizsgálódásokhoz hasonlóan szintén a Jogfilozófiának, illetve Hegel gyakorlati filozófiájának a rehabilitálását is szolgálta. Kimutatta: a megbékélésnek Hegel gyakorlati filozófiájában két alapvető jelentése van: 1. szerkezeti elv, amelynek státusza hasonló a megszüntetve-megőrzésnek (Aufheben) a rendszer egészében betöltött szerepével és jelentésével. Eszerint a megbékélés a szellem teljes spektrumán fellépő ellentmondások, kollíziók feloldását/megszüntetését célozza meg. 2. magatartásminta, amely a modern individuum meghasonlott, törékeny, fragmentális, elidegendett jelenségekkel teli életvezetésének és egzisztenciájának stabilizálását szolgálja. E vaskos monográfiában a szerző az egész életművet felölelve göngyölítette fel a megbékélés hegeli tematikáját. W. Dilthey nyomán a filozófiai alapmotívumok, mindenek előtt az egyesülés (Vereinigung) mint egzisztenciális szükséglet kontinuitását hangsúlyozza és igazolja az életműben a megbékélés kérdéskörének rekonstruálása során. Bár ebben a munkájában is a Jogfilozófia az alapmű, emellett bevonja a fiatalkori írásokat és az érett Hegel egyéb műveit, így művészetfilozófiai és vallásfilozófiai előadásait is.
A megbékélés-elmélet rekonstrukciójának további hozadéka a szellem pozitív-affirmativ attitüdjének rehabilitálási kísérlete, amit az újhegelianusok, főként K. Marx, később T. W. Adorno élesen bíráltak és elvetettek Hegel koncepciója szerint a pozitív-affírmatív attitüd nem a puszta fennálló igazolása, hanem reflektált viszony, amely magába foglalja a negatív-kritikai alapállást és integrálja a kritikai reflexió elemeit. A pozitiv-affirmatív attitűd a negatív-kritikai alapállást kiegészítve és új dimenzióba helyezve értékes kapcsolódási lehetőségeket kínál a későmodernitás rendkívül komplex jelenségeinek és szerkezeteinek elemzéséhez és értelmezéséhez. A gyakorlati filozófia előtt álló egyre bonyolultabb kihívásoknak eleget tenni ma már nem lehetséges és nem is értelmes csupán a filozófia negatív-kritikai potenciáljára támaszkodva.
Irodalom (válogatás)
Hegel a megbékélésrôl – repedések a rendszeren...? In: Gond, Debrecen 1996. 11.sz. 256-287;
Hegels Auffassung der Versöhnung und die Metaphorik der "Vorrede" der Rechtsphilosophie. Risse am System? In: Hegel-Studien, Bd. 32. Bouvier Verlag Bonn 1997, 137-160;
Versöhnung und System. Grundmotiven von Hegels praktischer Philosophie. Wilhelm Fink Verlag, München 2005;
Versöhnung jenseits und diesseits rechtlicher Institutionen. In: Autonomie und Normativität. Hrsg. v. K. Seelmann/B. Zabel. Mohr Siebeck, Tübingen 2013, 406-420.

#### Hegel elmélete a modern individualitásról
A "modern világ" illetve a "modern kor" Hegel gyakorlati filozófiájának egyik nagy témája, amit elsősorban a modern polgári társadalom elméletében fejtett ki. A Hegel-kutatásban sem evidens, hogy e kérdés kapcsán nem csak a szerkezeti és intézményi változások és jellegek foglalkoztatták, hanem az is, hogy mi történik az egyénnel a modernitás viszonyai között. Magyarul írt és angolul is megjelent monográfiájában (2012) ennek a kérdéskörnek a szisztematikus áttekintésére vállalkozott Rózsa. Az egész életművet átfogó értelmezés egyik sarkalatos állítása, hogy a fiatal Hegel egzisztencialista (P. Tillich) beállítottságát mindvégig megőrízte: az emberi létezés mint individuális egzisztencia és mint modern életvezetés állandó hegeli témák. Innen nézve a modernitásban kitüntetett szerepet betöltő intézmények Hegelnél nem öncélúak, hanem alapvető funkciójuk a modern individualitáshoz tartozó alapértékek (a szubjektív szabadság, a különösség joga, az önmeghatározás joga, az emberi és személyiségi jogok) védelme és garantálása, valamint a közösségelvű "jó életnek" a modernitásban is érvényes alapértéke mentén szerveződő, individuális elemekkel telített életvezetés stabilizálásának elősegítése.
Módszertani szempontból újdonság, hogy ebben a könyvében fejti ki azt az erős tételt, hogy a rendszer nem választható le a hegeli filozófiáról mint valami téves ráadás, hanem filozófiai-tartalmi többlet-jelentése van. Ennek tartalmi következményei vannak a hegeli filozófia számos részkérdésében.
Irodalom (válogatás)
„Die Freiheit ist nur als Subjekt wirklich”. Zum Problem der Subjektivität in Hegels Rechtsphilosophie von 1820. In: Geweten en Zedelijkheid. In: Studies van her Centrum voor Duits Idealisme. Deel 2. Hrsg. v. W. Desmond/L. Heyde/E.- O. Onnasch. Nijmegen 1999, 121-139;
Von der Glückseligkeit zur Freiheit. Systematische Grundlegung des Lebens als „besondere Existenz“ in Hegels Philosophie des Geistes. In: Das Leben denken. Hegel-Jahrbuch 2006, Erster Teil, Akademie Verlag Berlin 2006, 280-286;
„Glaube im Gefühl“.Hegel individualitás-elmélete. A Kellék c. filozófiai folyóirat Hegel-száma. Szerk. Balogh Brigitta/Michael Quante/Rózsa Erzsébet. Kolozsvár-Nagyvárad-Szeged, 33-34. sz. 2007;
Individualitás, fogalmiság és rendszer. A hegeli gyakorlati individualitás státusza és jelentése. In: Kellék, 33-34. sz. 2007, 39-62;
Hegels Auffassung der subjektiven Religiosität in Bezug auf die Selbstdeutung und die Selbstbestimmung des modernen Individuums. Hrsg. v. Herta Nagl-Docekal/ Wolfgang Kaltenbacher/Ludwig Nagl. In: Viele Religionen, eine Vernunft? Ein Disput zu Hegel. Wiener Reihe, Bd. 14. Verlag Bohleau: Wien/ Akademie Verlag: Berlin, 2008, 135-154;
Hegel- mivégre? In: Rózsa Erzsébet: A modern világ prózája. Hegel-tanulmányok. Szerk. Balogh Brigitta. Kossuth Egyetemi Kiadó, Debrecen 2009, 13-37;
A modern világ prózája. Hegel-tanulmányok. Szerkesztette: Balogh Brigitta. Kossuth Egyetemi Kiadó, Debrecen, 2009;
Geist als Individualität im Blick auf aktuelle Diskussionen. In: Geist. Erkundungen zu einem Begriff. Hrsg. v. A. Arndt/J. Zovko. Wehrhann Verlag, Hannover 2009, 83-88;
Über Hegels Konzeption der modernen Individualität. Zehn Thesen. In: Hegel und die Moderne. In: Hegel-Jahrbuch 2012. Hrsg. A. Arndt et al. Akademie Verlag Berlin 2012, 68-76;
Modern Individuality in Hegel's Practical Philosophy. Monográfia. Brill Publisher, Leiden/Boston 2012;
Modern individualitás Hegel gyakorlati filozófiájában. Monográfia. DU Press Debrecen 2012.

#### A hegeli művészetfilozófia illetve esztétika
Rózsa Erzsébet a hegeli esztétikát a tágabb értelemben vett gyakorlati filozófia részeként fogja fel, ami ebben a perspektívában Hegel művelődés/műveltség (Bildung) elméletével hozható összefüggésbe. A művészet episztemológiai bázisa a szemlélet, az abszolút szellem elemeként pedig a műalkotások kulturális-közvetítő szférája. Az abszolút szellem formáinak, episztemológiai fundamentumainak és kulturális funkcióinak az összefüggéseit a Versöhnung und System című monográfián túl számos tanulmányában vizsgálja Rózsa. A hegeli esztétika nagy témái közül elsősorban a modern (romantikus) művészet hegeli koncepciója foglalkoztatja. A modern életvilág és a modern individuum fogalomköre (prózaiság, köznapiság a tartalomban, a formák végtelen gazdagsága, illetve a hősök és a nagy jellemek letűnése, a középszerűség diadala) Hegel művészetelméletében olyan jelenségek és jellegek felmutatását eredményezi, amelyek az egyén és minden egyén "végtelen szubjektív szabadságának" modern elvében gyökereznek. Ennek tükrében a "művészet vége" eszítetthíres-hírhedt tézise új és újszerű értelmezési lehetőségeket kínál a művészet struktúráinak, a műalkotások státuszának változásaira (a formagazdagság diadala, a tartalom marginalizálódása és köznapivá válása, a műalkotás kulturális funkciója az egyének szabadságra való képzésében stb.). A modernitásban a művészet e röviden jelzett fejlemények eredményeként individuális-kontingens műalkotásokban manifesztálódik, emellett művelődési intézményi keretekbe szerveződik s ilyenként funkciója az, hogy előkészítse az egyéneket a modern szubjektív szabadság gondolatának elsajátítására és gyakorlására. Hegel Bildungsbürgertum-elmélete szoros összefüggésben van a vázolt belátásokkal.
Irodalom (válogatás)
A modern világ prózája. Hegel-tanulmányok. Szerk. Balogh Brigitta. Debreceni Egyetem Kossuth Egyetemi Kiadó, Debrecen 2009;
Hegel über die Kunst der "neueren Zeit" im Spannungsfeld zwischen der "Prosa" und der "Innerlichkeit". In: Die Geschichtliche Bedeutung der Kunst und die Bestimmung der Künste. Hrsg. v. A. Gethmann-Siefert/Lu de Vos. Wilhelm Fink Verlag, München 2005, 121-144;
A középszerű mint a tragikus eleme. Hegel antik és modern Antigonéja A szellem fenomenológiájában. In: Idealizmus és hermeneutika. Tanulmányok Fehér M. István hatvanadik születésnapjára. Szerk. Olay Csaba. L’ Harmattan, Budapest 2010, 11-30;
Individualitätstypen in der modernen Kunst: Christus, der Ritter, der "rechtschaffene Bürger" – im Blick auf das "Ende der Kunst" als "ihr Anfang" bei Hegel. In: Hegels Ästhetik als Theorie der Moderne. Hrsg. v. H. Nagl-Docekal, E. Rózsa et al. Akademie Verlag Wiener Reihe, Berlin 2013, 85-107;
Vom "Ideal der Schönheit" zum Prinzip der subjektiven Freiheit und dem formellen Gesetz des Schönen. Hegels Thesen über das Ende der Kunst. In: Das Ende der Kunst als Anfang freier Künste. Hrsg. v. K. Vieweg/F. Iannelli/F. Vercellone. Wilhelm Fink Verlag, Münster 2015, 33-47.

#### Hegel szeretetelmélete
Korántsem közismert, hogy a szeretet a hegeli filozófia egyik nagy témája. Elmélete nem veszített vonzerejéből, amennyiben inspiráló gondolatokat, belátásokat, elemzéseket tartalmaz az érzelemfilozófiáról vagy az érzelmek elméletéről zajló kortárs viták számára is. A fiatal Hegel egzisztenciális jelentést tulajdonít a szeretetnek, amely képes a meghasonlottsággal, elidegenedéssel küszködő modern individuum egyesítés iránti szükségletének (Bedürfis nach Vereinigung) kielégítésére. A szeretet korai motívumához hozzátartozik az inter-individualitás. Ebben az értelemben a korai szeretet-gondolatban az érett Hegel interszubjektivitás-modelljének (az elismerés-elméletnek) az első, korai változatát is felismerhetjük.
A rendszerépítés programjának előtérbe kerülésével a szeretet jelentése is módosul. Az egyesítés, ami a hegeli filozófia alapmotívuma, amely összekapcsolja a korai és az érett Hegel munkásságát, a rendszerépítő Hegelnél a megbékéléssel kerül szorosabb kapcsolatba, amely a filozófia negatív-kritikai alapállását kiegészíti és továbbviszi az affirmatív alapállás kimunkálásában. Ezek a váltások azonban nem jelentik azt, hogy a korai motívumok, így a szeretet-gondolat elveszett volna. Az új elméleti keretek között is kiemelten fontos téma marad a szeretet: a rendszerépítés tartalmilag is gazdagítja a szeretet-motívum jelentéskörét. A szellem filozófiája egyes egységeiben világosan tetten érhető ez a jelentésgazdagodás. A szubjektív szellem szintjén az érzelmek elméletének kifejtésére kerül sor, ahol Hegel az episztémikusan és metafizikailag színezett egzisztenciális jelentéseket világítja meg. Az objektív szellem dimenziójában a szeretet szociokulturális-intézményi komponenseit tematizálja (házasság, család). Harmadik szinten a szeretet az abszolút szellem, a magasabb kultúra formáiban és alakzataiban kerül tárgyalásra. A művészetben a korai modern-romantikus művészet motívumai (becsület, szeretet/szerelem, hűség) kapcsán merül fel, illetve fenomenológiai szinten akkor, amikor Hegel konkrét műalkotásokat elemez (pl. Julia és Romeo jelleme). A vallásban az Isten szeretet-gondolat révén a kereszténység eszmevilága kerül a középpontba, ám nem annyira az intézményesült vallás, hanem sokkal inkább a bensőségbe visszavonult modern individuum szemszögéből. A személyes hit (a modern vallásosság alakzata) az Isten-szeretet belső, érzelmi és egyéni döntésen alapuló tartalmára teszi a hangsúlyt. A modern filozófiában, ami a gondolkodás és a szellem legmagasabb szintű formája Hegel szerint, háttérbe kerül az az antik gondolat, hogy a filozófia a bölcsesség szeretete. A modernitás fejleményeként a filozófia eltávolodik szeretettől és az életvezetést orientáló bölcsességtől. Az a Hegel, akinek a modern filozófia egyik csúcsteljesítményét köszönhetjük, nem kevés rezignációval rögzíti, hogy a filozófia a tudományosság kritériumaihoz közelít, s hogy ez lesz a modernitás önreflexiójának meghatározó irányultsága.
Irodalom (válogatás)
Hegel szeretetfilozófiája. In: Pro Philosophia Füzetek, Veszprém 2002/31, 1-20, valamint Debreceni Szemle, Debrecen 2003/3,349-365.
Liebe und das "Gefühl der Versöhnung". In: Hegel-Jahrbuch, Bouvier Verlag, Bonn 1989, 133-140.
Liebe und Kunst bei Hegel. In: Kunstphilosophie heute. Hrsg. v. A. Gethmann-Siefert/E. Weisser-Lohmann/F. Iannelli. Wilhelm Fink Verlag, München 2012, 53-72.
Liebe als Frühmotiv bei Hegel. In: Mythos-Geist-Kultur. Festschrift für Christiph Jamme zum 60. Geburtstag. Hrgs. v. K. Andermann/N. Jürgens. Wilhelm Fink Verlag, München 2013, 113-125.
Grundlinien von Hegels Theorie der Liebe. In: Objektiver und absoluter Geist nach Hegel. Kunst, Religion und Philosophie innerhalb und außerhalb der Gesellschaft und Geschichte. Hrsg. v. A. Kok/T. Oehl. Brill Publisher, Leiden/Boston 2018, 548-577.
Megjelenés előtt:
Liebe und Anerkennung beim jungen Hegel. Hrsg. v. Ewa Nowak. Warschau 2018.

### Heller Ágnes gyakorlati filozófiája
Heller Ágnes 1977-es emigrációja előtt magyarul írta meg és Magyarországon tette közzé talán legjelentősebb filozófiai műveit. "A reneszánsz ember" (1967), "A mindennapi élet" (1970) és "Az érzelmek elmélete" (1978) áll Rózsa Erzsébet Heller Ágnes gyakorlati filozófiáját elemző monográfiájának középpontjában.
Irodalom (válogatás)
Heller Ágnes – a fronézis filozófusa. Monográfia. Osiris-Gond Alapítvány Budapest 1996;
„Psychischer Charakter“, emotionelle Persönlichkeit. In: Ethics and Heritage. Essays on the philosophy of Ágnes Heller. Ed. János Boros/Mihály Vajda. Pécs, 2007, 139-162;
Az érzelmek fenomenológiája Heller Ágnes filozófiájában. In: Az érzelmek filozófiája. Szisztematikus-történeti tanulmányok. Szerk. Boros Gábor/Szalai Judit. L’ Harmattan, Budapest 2011. 126-139.

### Bioetika
A magyarországi bioetika szinte kizárólag amerikai-angolszász gyökerekkel rendelkezik. Rózsa Erzsébet utóbbi években végzett bioetikai kutatásainak célja, hogy a német bioetika néhány alapvető, az amerikaitól részben eltérő sajátosságát feltárja és bevezesse a magyar bioetikába. Fő témája az orvos-beteg kapcsolat etikai kérdésköre. A magyar társadalom többszörösen megkésett modernizációjának tágabb keretében vizsgálja az orvos-beteg kapcsolat etikai kérdéseit, arra fókuszálva, hogy lehet-e és ha igen, miként az orvos-beteg kapcsolatban a társadalmi modernizációt támogató mintákat kimunkálni. A magyar társadalom feltételei között az ún. gyenge vagy gyengített paternalizmus keretében tartja lehetségesnek és értelmesnek a betegből pácienssé váló személy önmeghatározásának és autonómiájának erősítését.
Irodalom (válogatás)
A személy bioetikai kontextusa. Tanulmánykötet. Szerk. Rózsa Erzsébet/Kőmüves Sándor. DU Press Debrecen, 2012;
Az autonómia és határai. Kortárs német és magyar bioetikai írások. Szerk. Annette Duffner/Kőmüves Sándor/Rózsa Erzsébet. DU Press Debrecen, 2016;
Orvos-beteg/páciens kapcsolat- változó medicinális és társadalmi kontextusban. In: Az autonómia és határai. Kortárs német és magyar bioetikai írások. Id. kiad. 219-246;
Részvétel, laikusság és kompetenciák – az orvos-beteg együttműködési modell perspektívájából. In: replika 100 (2016/5.szám) 153-158; Deficitek az orvos-beteg/páciens kapcsolatban. In: Metszetek Vol. 6 (2017), No.2, 203-227.
ISSN 2063-6415
http://metszetek.unideb.hu
Autonómia és paternalizmus. Az orvos-beteg kapcsolat etikai kérdései a modern medicinában. Monográfia. DU Press Debrecen 2017;
Etikai kérdések az átalakuló orvos-beteg kapcsolatban és a gyengített orvosi paternalizmus I-II. In: Med.Et Jur. Folyóirat. 9. évf. 1-2.szám, 19-25, ill.
www.medetjur.hu